# Labuhan Labo
Labuhan Labo is een bestuurslaag in het regentschap Padang Sidempuan van de provincie Noord-Sumatra, Indonesië. Labuhan Labo telt 1236 inwoners (volkstelling 2010).